# شره (حيوان)
الشَّرِه أو اللَّقَّام أو الغُلْطُون أو الدب الظربان[بحاجة لمصدر] (glutton) هو أكبر الأنواع التي تعيش على اليابسة ضمن فصيلة ابن عرس (أو العرسيات). وهو حيوان قصير قوي ممتلئ الجسم من آكلات اللحوم، وهو أكثر شبهًا بـالدب الصغير عن العرسيات الأخرى. ويشتهر الولفيرين بالوحشية والقوة غير المتناسبة مع حجمه، ويتميز بقدرة موثقة على قتل فريسة يبلغ حجمها أضعاف حجمه.
ويوجد الشره بشكل أساسي في الامتدادات البعيدة للغابات الشمالية والمناطق شبه القطبية ومناطق التندرا الألبية من نصف الأرض الشمالي، مع تركز أكبر الأعداد في شمال كندا وولاية ألاسكا بـالولايات المتحدة ودول الشمال بأوروبا وعبر غرب روسيا وسيبيريا. ولقد شهد تعداد هذه الحيوانات انخفاضًا بمعدل ثابت منذ القرن التاسع عشر في مواجهة الصيد وتقلص نطاق الانتشار وتجزؤ الموطن، لدرجة أنها أصبحت غير موجودة بشكل أساسي في الأطراف الجنوبية من نطاق انتشارها الأوربي، والولفيرين من الحيوانات المنعزلة.

## معرض صور

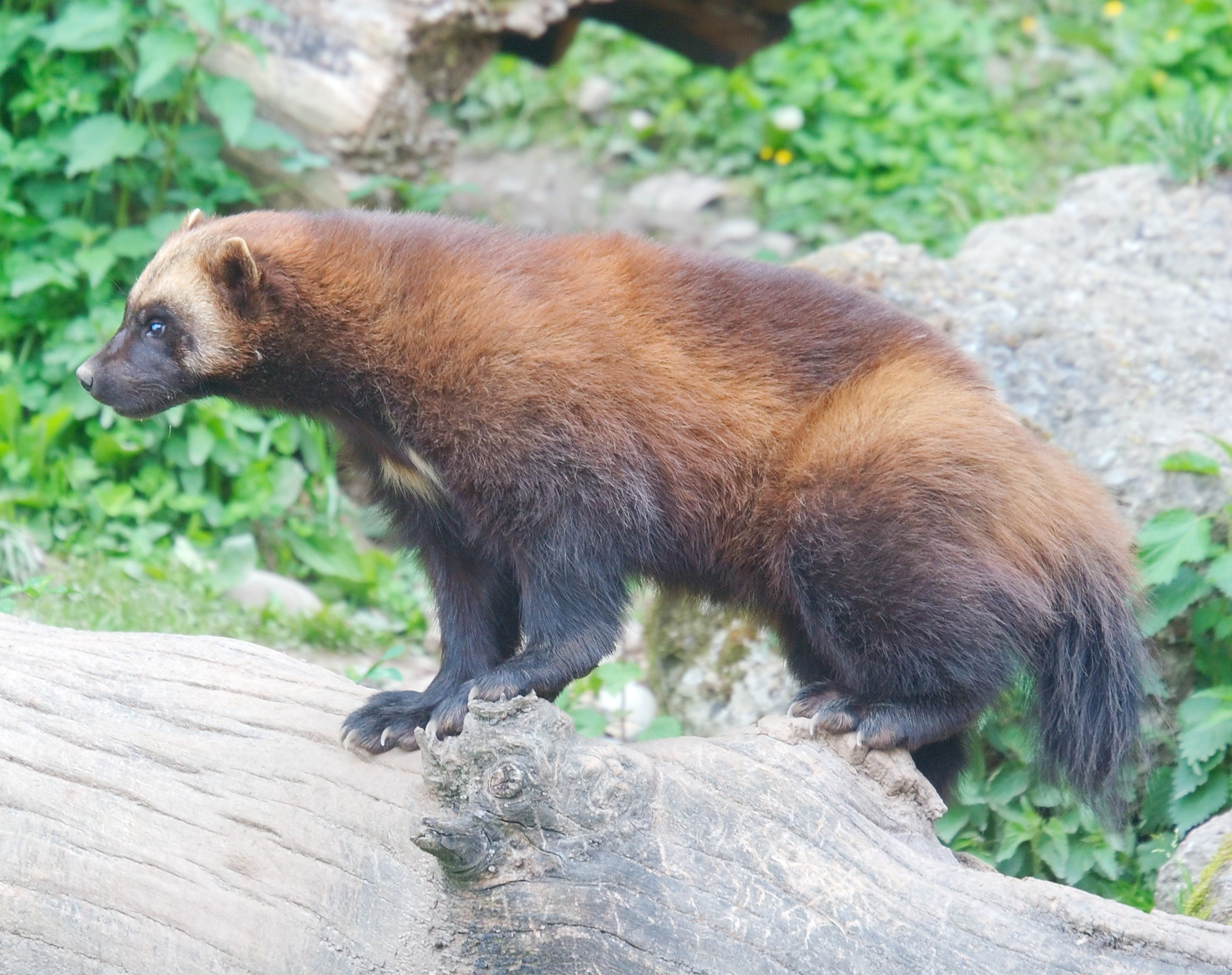
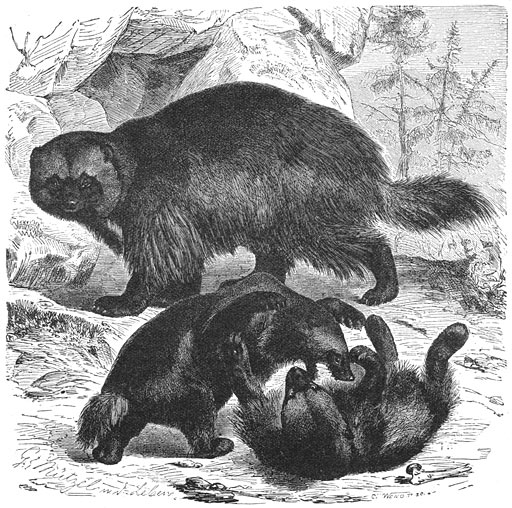
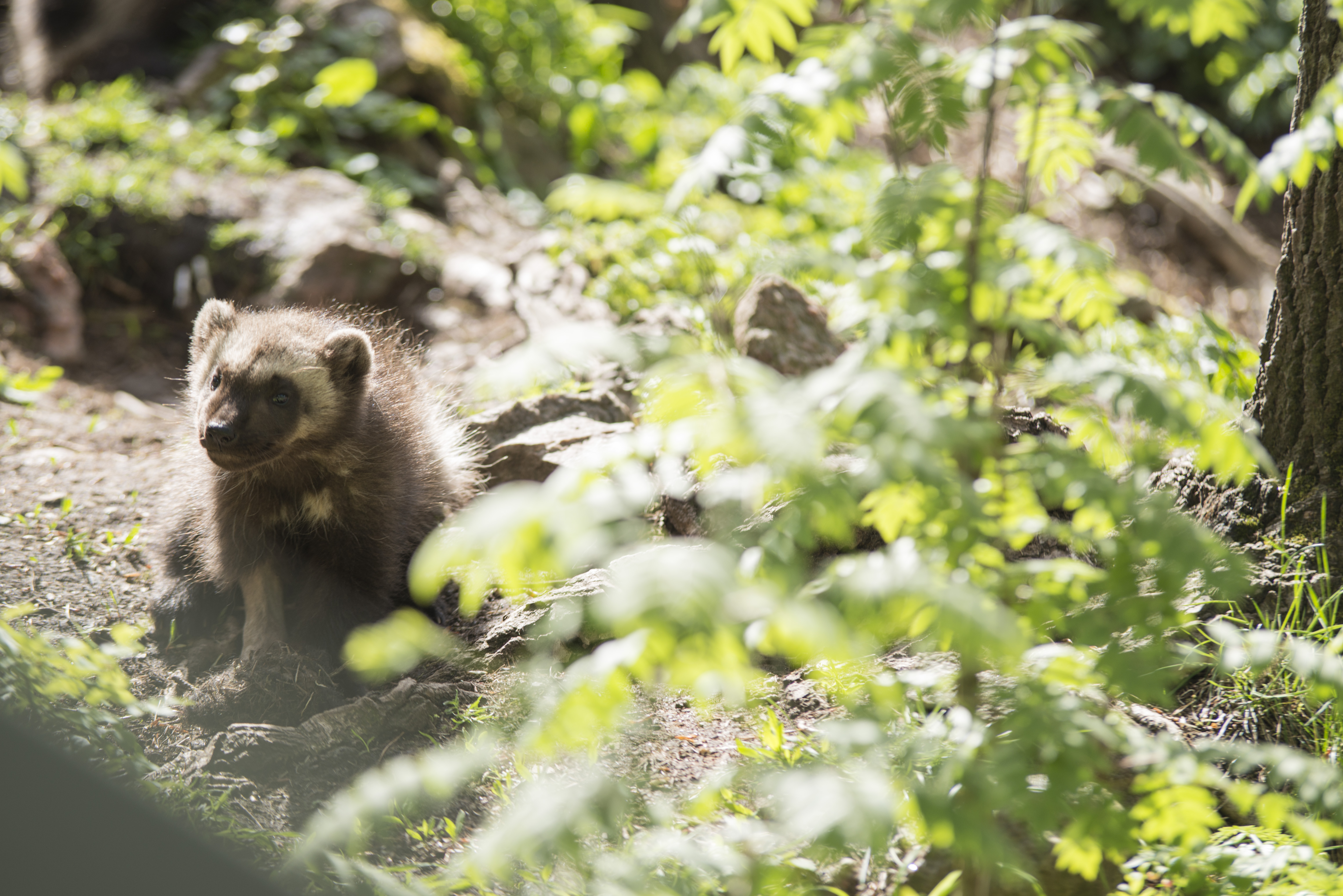
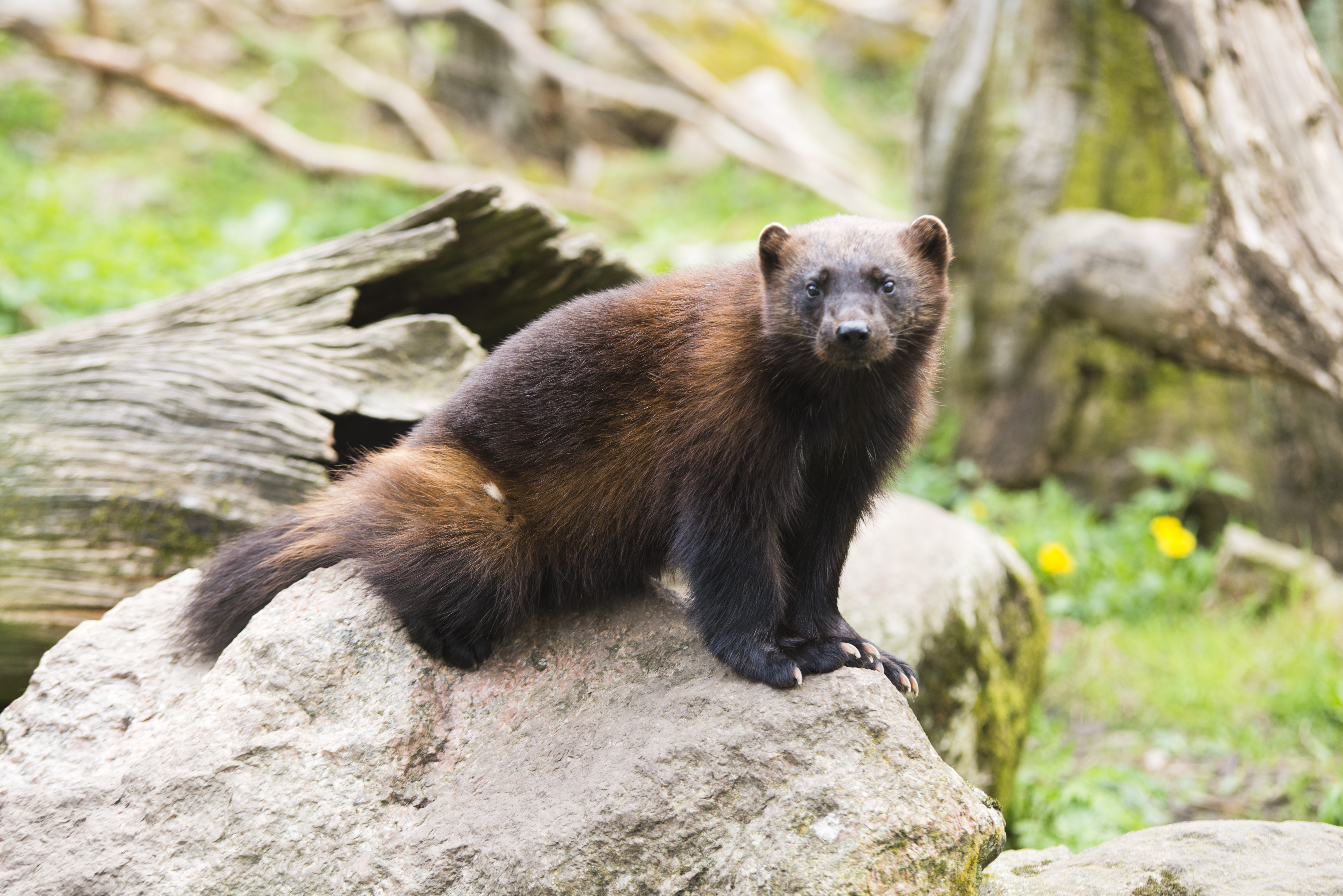
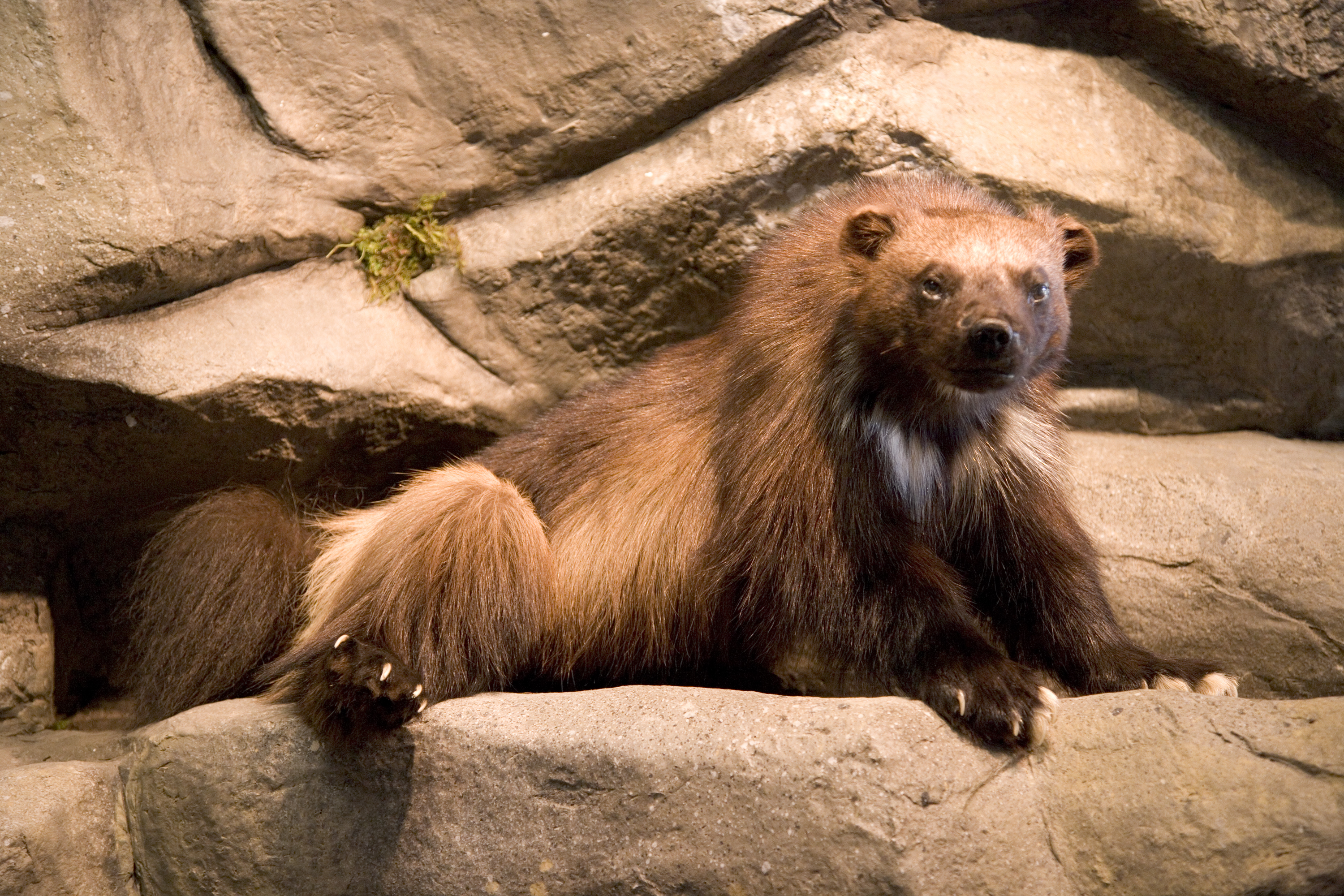

## وصلات خارجية
- Large Carnivore Initiative for Europe: Wolverine نسخة محفوظة 20 يوليو 2009 على موقع واي باك مشين.: scientific articles about wolverines
- Wolverine Tracks: How to identify wolverine tracks in the wild.
- Forest Service Wolverine research
- Patsy, V. and M. Sygo 2009. Gulo gulo Animal Diversity Web, University of Michigan Museum of Zoology. Accessed 8 September 2012.